# 陳頭崗駅
陳頭崗駅（ちんとうこうえき）は、中華人民共和国広東省広州市番禺区陳頭崗停車場に位置する広州地下鉄22号線の駅。駅番号は22/04。

## 歴史
- 2017年10月28日：着工[1]。
- 2022年3月31日：開業[2]。

## 駅構造
島式ホーム2面4線を有する地下駅。当駅は22号線の快速・各駅停車の信号待避駅として設計されており4線が存在しているが、現在は内側2線のみにホーム番号が割り当てられている。またホーム南北両端には片渡り線が設置されており、本線から中間2線への転線が可能となっている。
中間2線の両端には両渡り線があり、北側の両渡線は陳頭崗車両基地への連絡線として22号線開業初期の駅後折り返しに、南側の両渡り線は駅前折り返し用に転用することも計画されている。
なお、22号線開通した当初は当駅は駅後折り返し方式を採用しており、内側の1・2番線ホームをそれぞれ、降車専用ホーム・乗車専用ホームとしてそれぞれ扱っていたが、2022年末に駅の手前で折り返す方式に変更され、列車は西側の2番線ホームで乗降客を完結させるようになり、東側の1番線ホームは外側のホームと共に予備ホームとして使用が取り止められた。

### のりば
| 番線 | 路線     | 行先         |
| ---- | -------- | ------------ |
|      | ■ 22号線 | 未使用       |
| 1    | ■ 22号線 | 使用中止     |
| 2    | ■ 22号線 | 番禺広場方面 |
|      | ■ 22号線 | 未使用       |

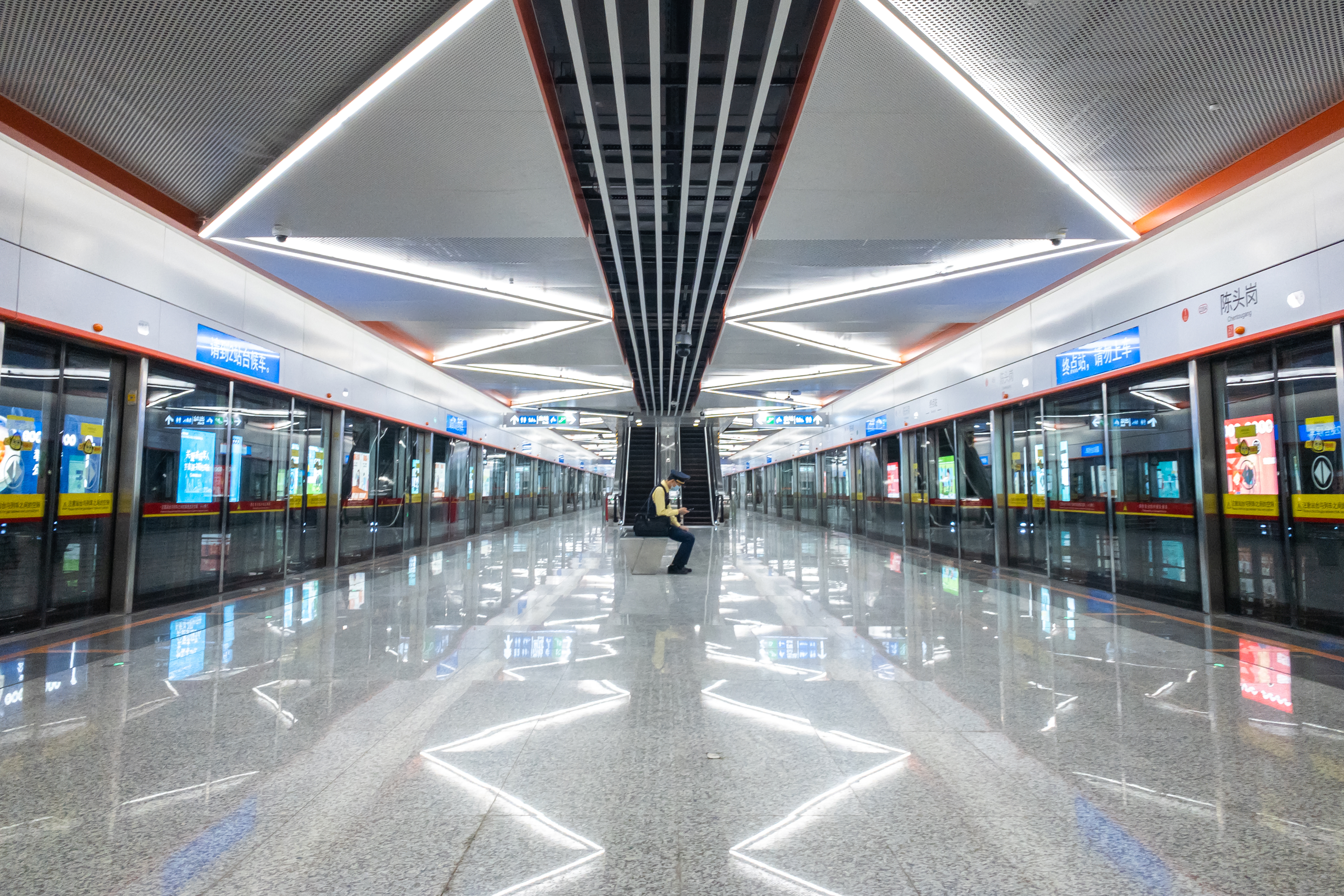
1番線ホーム（2022年4月）
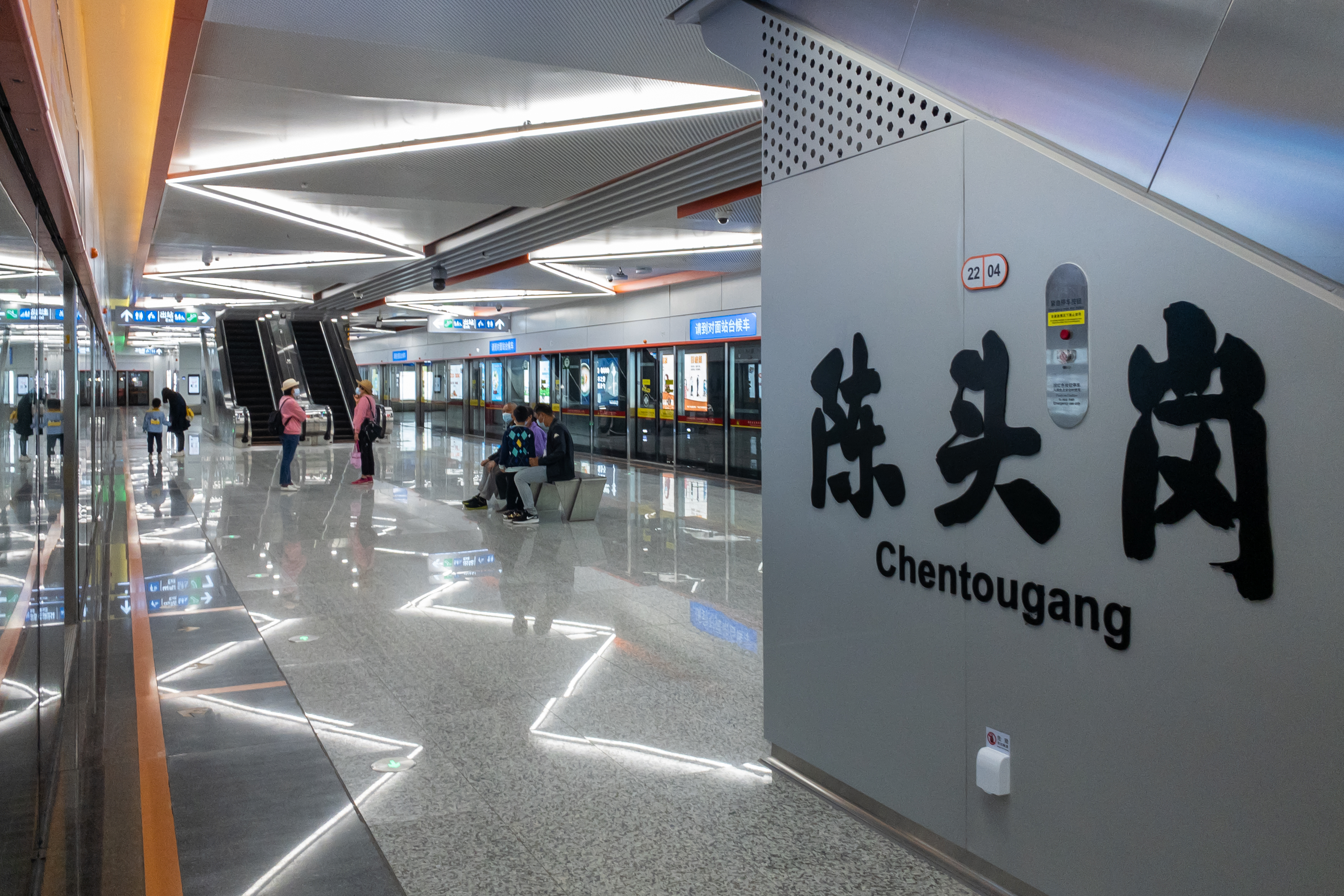
2番線ホーム（2022年4月）
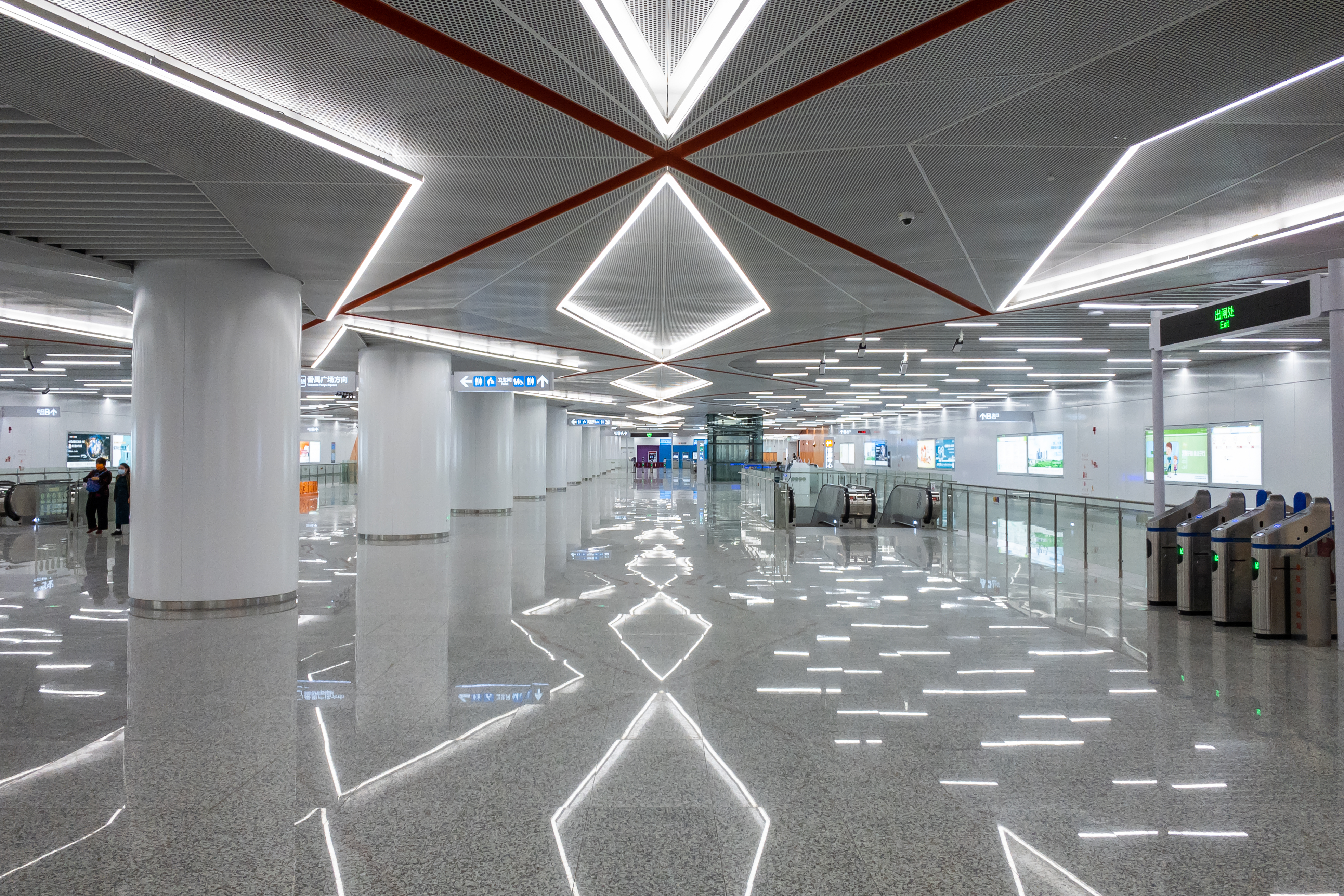
コンコース
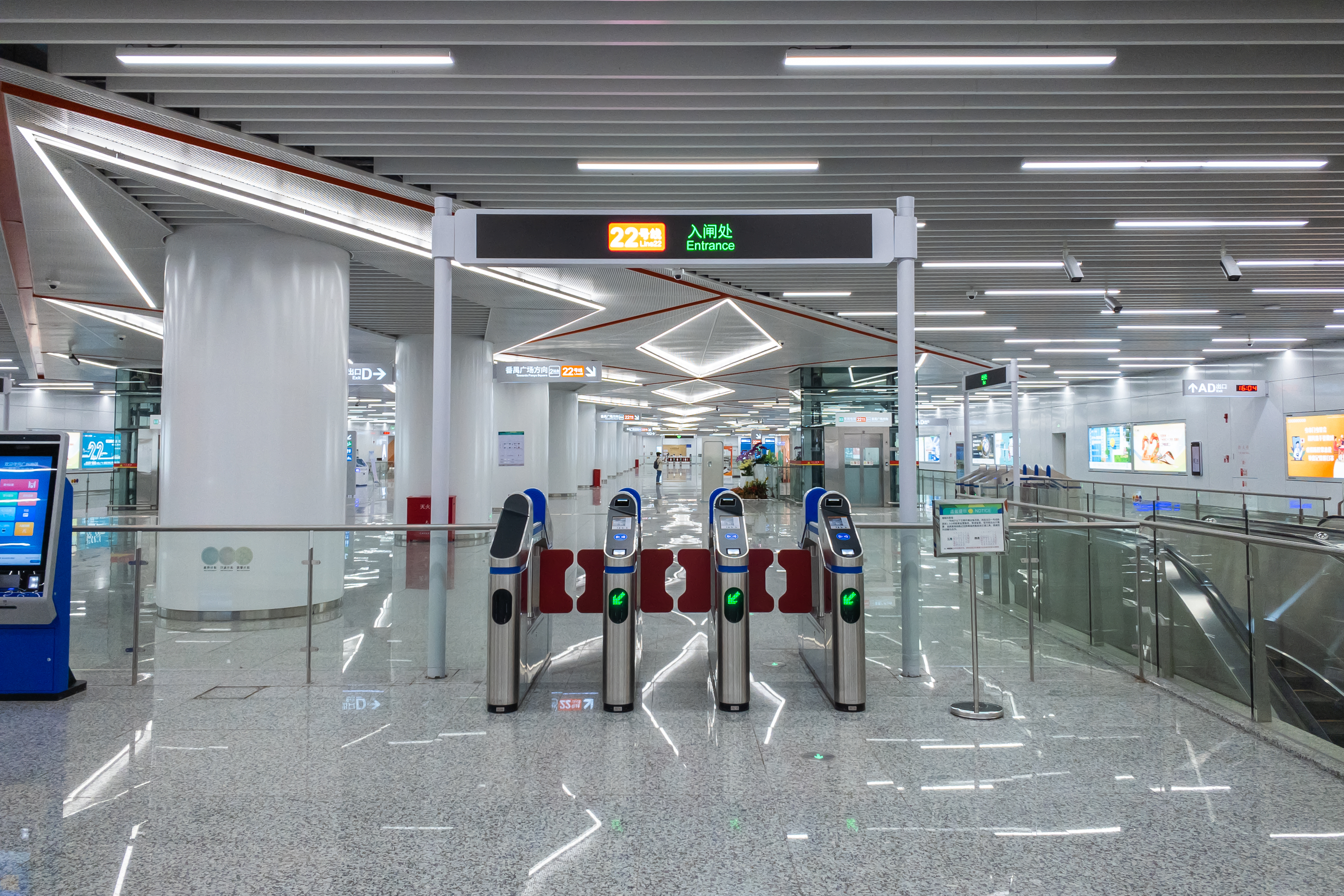
改札

## 駅周辺
- 広州地下鉄陳頭崗停車場（中国語版）
  - 星瀚園（車両基地の上で開発が行われている新興住宅地）
    - 星瀚TOD地鉄商業広場

## 隣の駅
広州地下鉄
■ 22号線
広州南駅 2203 - 陳頭崗駅 2204